# اکالیپتوس کامالدول
اکالیپتوس کامالدول (نام علمی: Eucalyptus camaldulensis) نام یک گونه از سرده اوکالیپتوس، درختی به ارتفاع ۳۰ تا ۶۰ متر با پوست ساقهٔ صاف و خاکستری است که به‌صورت لایه‌های نازک از تنه جدا می‌شود و می‌ریزد، با برگ‌های سرنیزه‌ای باریک و گل‌هایی به طول ۰/۵ تا ۱/۵ سانتی‌متر و در دسته‌های ۴ تا ۸ تایی در گل‌آذین چتری و میوهٔ تقریباً کروی به شکل پوشینه است.
این درخت در شمال ایران در اوایل مرداد شکوفه می‌دهد و گل‌های آن لیمویی‌رنگ است و بذر آن در اوایل زمستان می‌رسد. در خوزستان هم کاشته می‌شود. از این درخت صمغی به نام کینوی استرالیا گرفته می‌شود. در صنعت چوب به‌ویژه در ایران مناسب است.